# ХК Звољен
ХКм Звољен (слч. Hokejový klub mesta Zvolen) је словачки хокејашки клуб из Звољена. Клуб се тренутно такмичи у Словачкој екстра лиги.

## Историја
Основан је 1936. под именом ЗТК Звољен. Члан је Словачке екстра лиге од њеног оснивања након распада Чехословачке 1993. године. Највећи успех у домаћим такмичењима постигли су 2001. када су освојили лигу.
Највећи успех на међународној сцени је освајање Континенталног купа 2005. године.

## Трофеји
- Словачка екстра лига:
  - Првак (1) :2000/01
- Континентални куп:
  - Првак (1) :2004/05